# Självlastarvagn

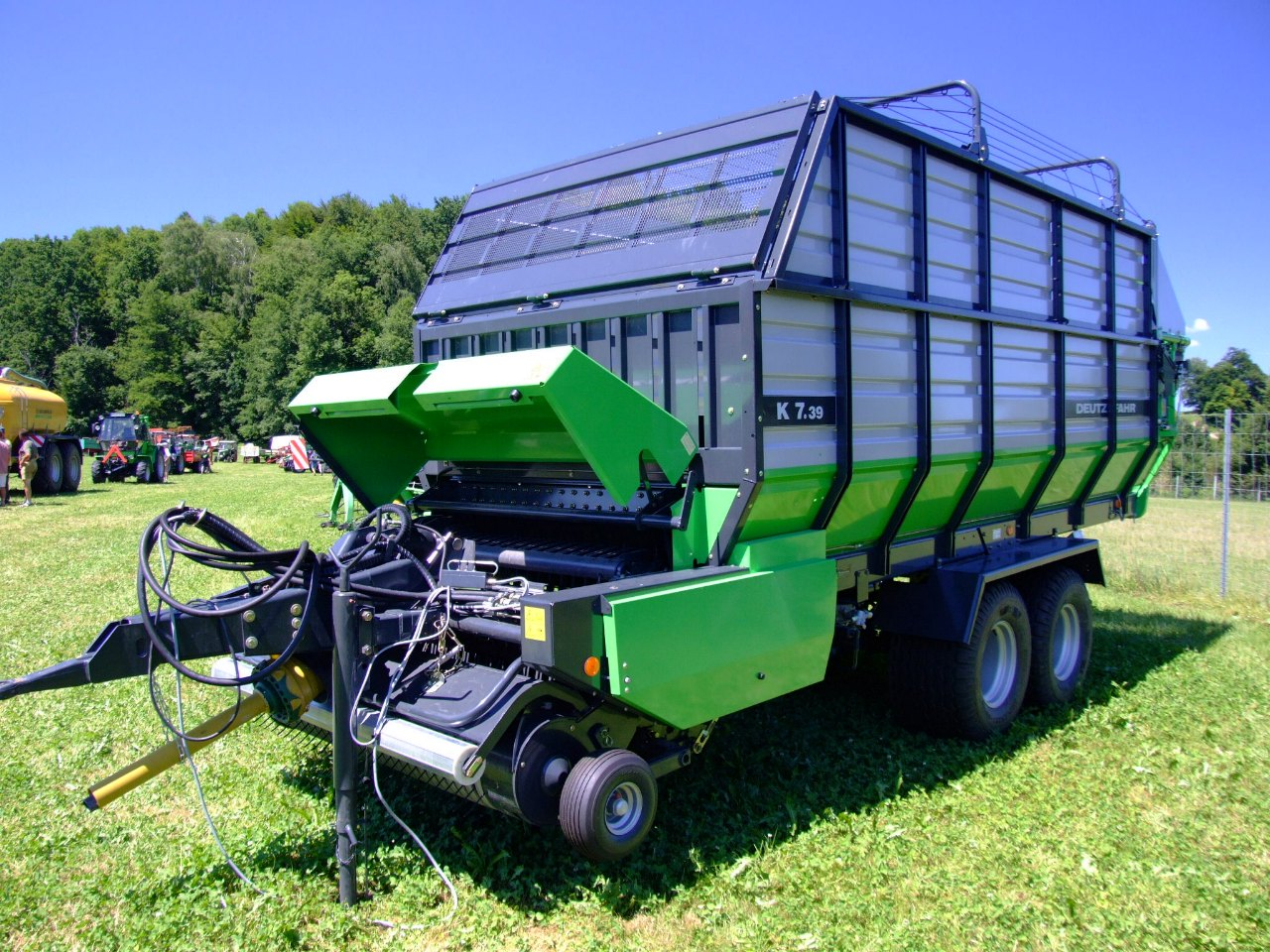
Modern självlastarvagn från Deutz-Fahr

Självlastarvagn används för skörd av hö och ensilage. Istället för hackvagnens hack har självlastarvagnen i regel knivar som snarare skär än hackar sönder materialet. Självlastarvagnen saknar egen funktion att slåttra gräset, den använder en pick-up för att ta upp en redan formad sträng.
Den första självlastarvagnen presenterades på en mässa i Köln 1960.
- Wikimedia Commons har media som rör Självlastarvagn.